# 13 إجيريا
إجيريا (أو 13 إجيريا وفق تسمية الكوكب الصغير) (بالإنجليزية: 13 Egeria)‏ هو كويكب ضمن حزام الكويكبات؛ وهو ينتمي إلى الصنف G منها.
اكتشف أنيبال دي غاسباريس هذا الكويكب في الثاني من نوفمبر سنة 1850؛ إلا أن أوربان لوفيرييه هو من أطلق عليه تسمية إجيريا، على اسم إجيريا زوجة نوما بومبيليوس وفق الأساطير الرومانية.